# Délibáb (Transformers)
Délibáb (Mirage) vagy Dino egy kitalált autobot szereplő a Transformers univerzumban.

## Jellemzése

### G1 képregény
A Kibertronon ő volt a bolygó egyik elit, felső osztályos robotja, inkább vadászgatással töltögette napjait. De besorozták az Autobot erők, bár az Autobotok nem nagyon bíznak benne. 
Bár nem hajlandó harcolni, Délibáb kiváló harcos és képzett mesterlövész, miután csiszolta tehetségét vadászat közben a Kibertronon. Fegyverzete egy puska, páncéltörő darts, de a legfontosabb fegyvere egy vállára szerelt elektrodiszruptor, amely láthatatlanná teszi Délibábot, vagy akár megváltoztatja a fizikai megjelenését. Innen a neve.

### Transformers: A Hold sötétsége
Délibábot a Transformers: A Hold sötétségében úgy nevezik hogy "Dino". Először egy illegális atomtelepen jelenik meg Űrdongóval, Csatárral és Queval. Látható Washington DC-ben, ahol tájékoztatja Charlotte Mearinget, hogy Optimusz rossz kedvben van. Majd később harcol az autópályán, és megöl egy álcát Űrdongó segítségével. Ő az egyik Autobot, akit száműztek a Földről, és a Xantium nevű űrhajóval elhagyta a Föld légterét – és bár miután Üstökös megsemmisítette a Xantiumot, megmenekül az Autobot társaival együtt.
Délibáb részt vesz a végső csatában, és őt is fogva tartják Űrdongóval, Csatárral, Queval és Racsnival. Szemtanúja Que halálának. Miután Agy és Wheelie tönkretettek egy álca hajót, és ennek köszönhetően álca vadászok hulltak az égből, az így megzavart álcák ellen a fogvatartottaik küzdenek. Délibáb túlélte a csatát Optimusz fővezérrel, Űrdongóval, Racsnival, Csatárral és a három 
Rontóval.

### Transformers: Háború Kibertron bolygójáért trilógia
Délibáb az autobot ellenállás tagja, és magas rendfokozatban harcol. Amikor Űrdongó és Wheeljack találnak egy elhagyott űrhidat, Racsnihoz mennek, mivel ő ért az űrhídhoz. 
Kiderül, hogy Racsni több álcát is ápol a titkos kórházában, ezért Délibáb fegyvert ránt. Ekkor az álca Tűzlöket megvédi Racsnit, majd közli, hogy ő nem az álcáknak és nem is Megatronnak, hanem magának tett hűséget. Ezt követően kibékülnek, majd elindulnak az űrhidat megjavítani.
Képességei (filmbeli)
Délibáb ügyes, gyors kém és kiváló harcos. Erős olasz akcentussal beszél (az eredeti verzióban). A filmben úgy nevezik, hogy Dino. Fegyverei: van mindkét csuklóján egy forgatható penge és egy krokodil csipeszhez hasonló harapófogója, amit ki tud "lőni". Ezt a képességét használja az autópályás harcában. Ügyesen manőverezik, és rendkívül gyors is köszönhetően alakjának. Alakja egy piros Ferrari 458 Italia.
Képességei (WFCT) 
Itt is ugyanazok a tulajdonságai, mint a G1-ben. Viszont több speciális képességét csillogtatja meg: amikor egyszer belefutottak Barikád egységébe, klónozta magát. De fel tudott venni egy "álcát" is, vagyis hamis hologramot alkalmazva megváltoztatta a külsejét. 
Amikor Üstökös és a csapata keresték őket, akkor egy hatalmas hologramot varázsolt az űrhíd fölé, így nyert egy kis időt ahhoz, hogy Racsni és Tűzlöket beizzítsa az űrhidat. A sorozat végén a legtöbb autobottal együtt - a Bárka fedélzetén - elhagyják Kibertront.